# ローランド・フックス
ローランド・フックス（Roland Hooks 1953年1月2日-）はニューヨーク市ブルックリン区出身の元アメリカンフットボール選手。ポジションはランニングバック。
ノースカロライナ州立大学卒業後、1975年のNFLドラフトで当時NFLのリーディングラッシャーであるO・J・シンプソンのいるバッファロー・ビルズに指名されて入団した。彼は出場機会をあまり得ることはなくシンプソン、テリー・ミラー、ジョー・クリブスのランプレーをサイドラインから学んだ。
1979年9月9日の対シンシナティ・ベンガルズ戦で5回のボールキャリーで4タッチダウンをあげた。
ビルズの選手が4タッチダウンをあげたのは彼以外では1963年8月12日のニューヨーク・ジェッツ戦でのクッキー・ギルクリスト、1975年11月23日のニューイングランド・ペイトリオッツ戦でのO.J.シンプソン、1979年9月23日のニューヨーク・ジェッツ戦でのジェリー・バトラー、1991年9月8日のピッツバーグ・スティーラーズ戦でのドン・ビービー、1992年9月6日のロサンゼルス・ラムズ戦でのサーマン・トーマス、2004年11月28日の戦でのシアトル・シーホークス戦でのウィリス・マゲイヒーの6人のみである。
1981年11月22日のニューイングランド・ペイトリオッツ戦では残り5秒にヘイルメリーパスをキャッチ、ビルズは20-17で勝利した。